# كلية العلوم بتونس
كلية العلوم بتونس واسمها الكامل كلية العلوم للرياضيات والفيزياء والطبيعيات هي إحدى أهم المؤسسات الجامعية التونسية وتعود بالنظر إلى جامعة تونس المنار.

## تاريخها
تأسست هذه الكلية طبقا للأمر المؤرخ في 31 مارس 1960، وقد اتخذت آنذاك من مقر معهد الدراسات العليا بتونس مقرا لها، قبل أن تتحول بدءا من عام 1968 وإلى حدود عام 1972 إلى مقرها الحالي بالمركب الجامعي بالمنار، قرب المدرسة الوطنية للمهندسين بتونس وكلية الحقوق والعلوم السياسية بتونس.

## تنظيمها
تضم كلية العلوم بتونس الأقسام الستة التالية:
1. قسم الرياضيات، وهو الأقدم
2. قسم الفيزياء
3. قسم الكيمياء
4. قسم البيولوجيا
5. قسم الجيولوجيا
6. قسم الإعلامية
7. قسم الإلكترونيك، وهو أجد قسم[4] ·

## إحصائيات
خلال السنة الجامعية 2007-2008 بلغ عدد طلبة كلية العلوم ما مجموعه: 12020 من بينهم 6519 طالبة، وبذلك فهي أكبر كلية تابعة إلى جامعة المنار، وأكبر كلية علوم بالجامعات التونسية. أما في مجال البحث فتعد الكلية خمسون وحدة بحث و18 مخبرا بحثيا، وتتوزع تلك المخابر على الاختصاصات كما يلي:
1. الكيمياء: 6
2. الفيزياء: 5
3. البيولوجيا: 4
4. الرياضيات : 1
5. الإعلامية : 1
6. الجيولوجيا: 1

## وصلة خارجية
موقع كلية العلوم بتونس.